# Mosquée de Hadži Ali-bey
La mosquée de Hadži Ali-bey, également connue sous les noms de Džamija u Gornjoj čaršiji ou de Džamija Mehmed-paše Kukavice, est située en Bosnie-Herzégovine, dans la ville de Travnik et dans la municipalité de Travnik. Elle remonte au XVIIIe siècle et est inscrite sur la liste des monuments nationaux de Bosnie-Herzégovine.
La tour horloge qui jouxte la mosquée est également classée.